# Petty Harbour
Petty Harbour is een dorp in de Canadese provincie Newfoundland en Labrador. Het dorp ligt aan de oostkust van Newfoundland en maakt deel uit van de gemeente Petty Harbour-Maddox Cove.

## Geschiedenis
De eerste inwoners vestigden zich reeds in de 17e eeuw aan de oevers van Petty Harbour. In 1898 begon de bouw van de Waterkrachtcentrale Petty Harbour, de allereerste waterkrachtcentrale van de Kolonie Newfoundland. Op 19 april 1900 begon de elektriciteitsproductie.
Historisch gezien is Petty Harbour een vissersdorp. Ook in de 21e eeuw blijft de vangst van voornamelijk kabeljauw en Chionoecetes-krabben een belangrijke inkomstenbron, al is een deel van de economie zich wel gaan richten op het toerisme.

## Geografie
Petty Harbour ligt aan de gelijknamige natuurlijke haven van Motion Bay, een baai van de Atlantische Oceaan aan de oostkust van het schiereiland Avalon. Het door heuvels omringde dorp is gelegen aan provinciale route 11 en ligt een halve kilometer ten zuiden van het bijna dubbel zo grote Maddox Cove. Tezamen met dat dorp vormt het de gemeente Petty Harbour-Maddox Cove, een deel van de Metropoolregio St. John's.
Zo'n 2 km ten westen van het dorp begint de bebouwing van Goulds, een van de grote zuidelijke buitenwijken van de provinciehoofdstad St. John's. Downtown St. John's ligt daarentegen zo'n 11 km verder noordwaarts.

## Galerij

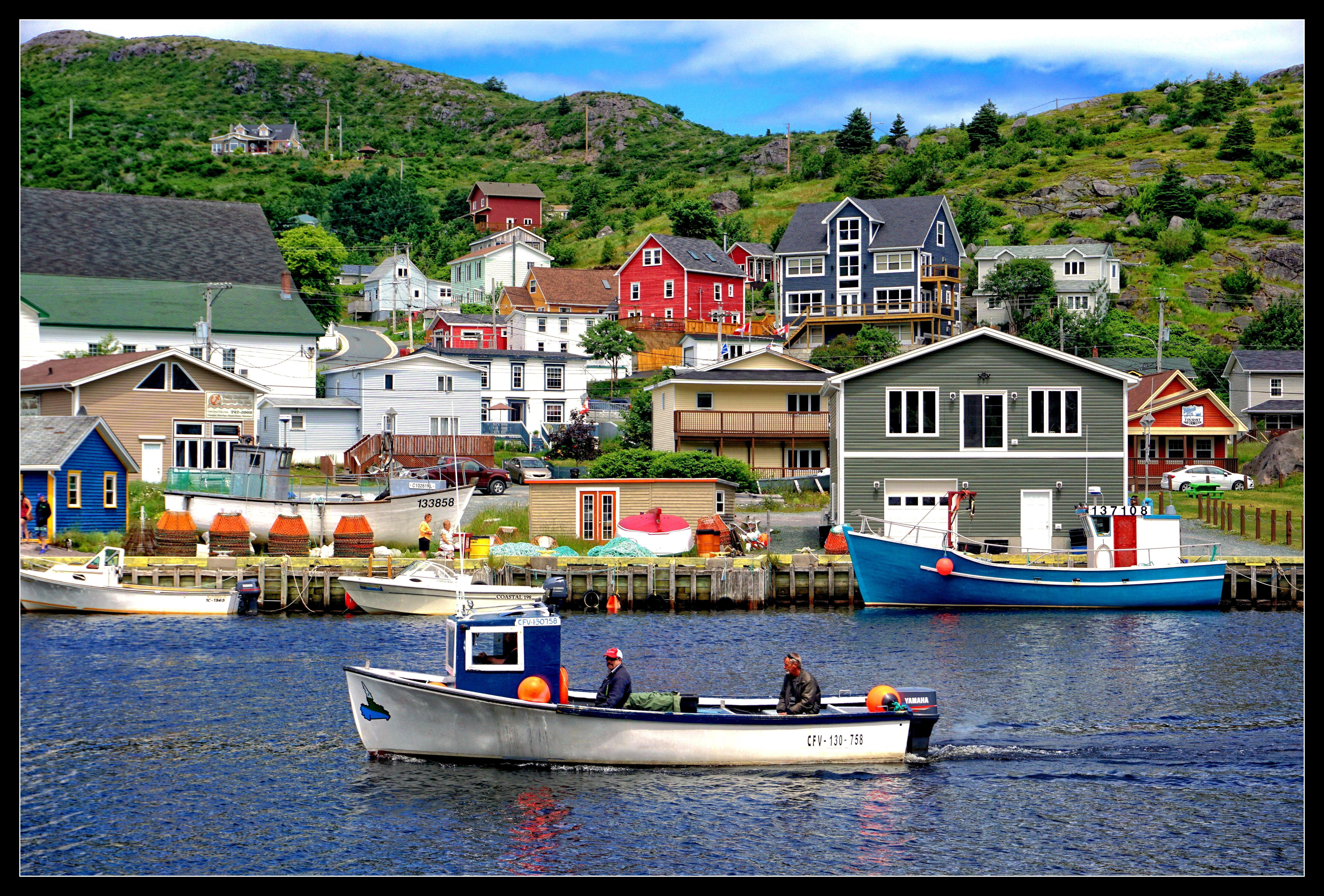
De dorpskern van Petty Harbour
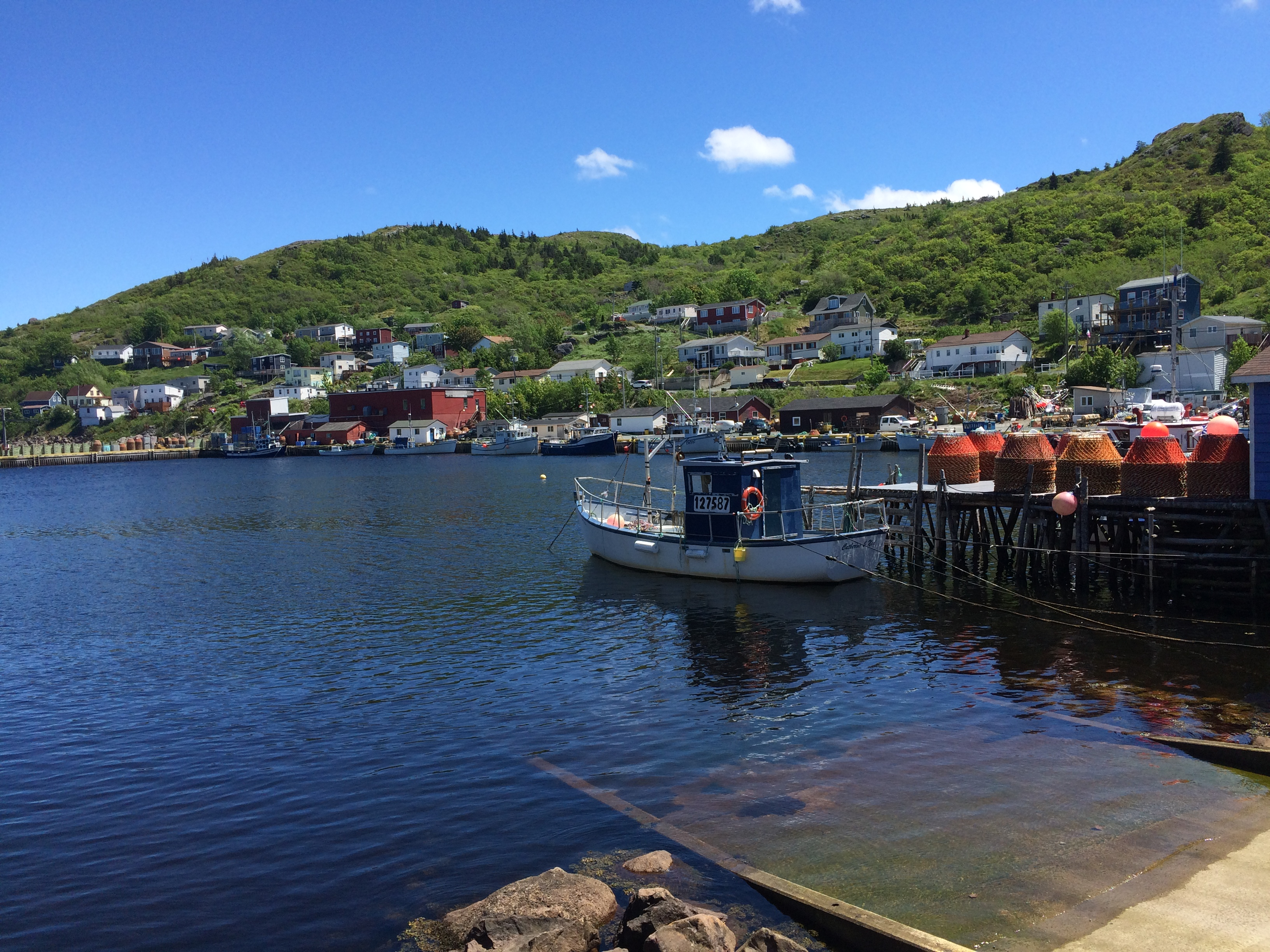
De haven van het dorp
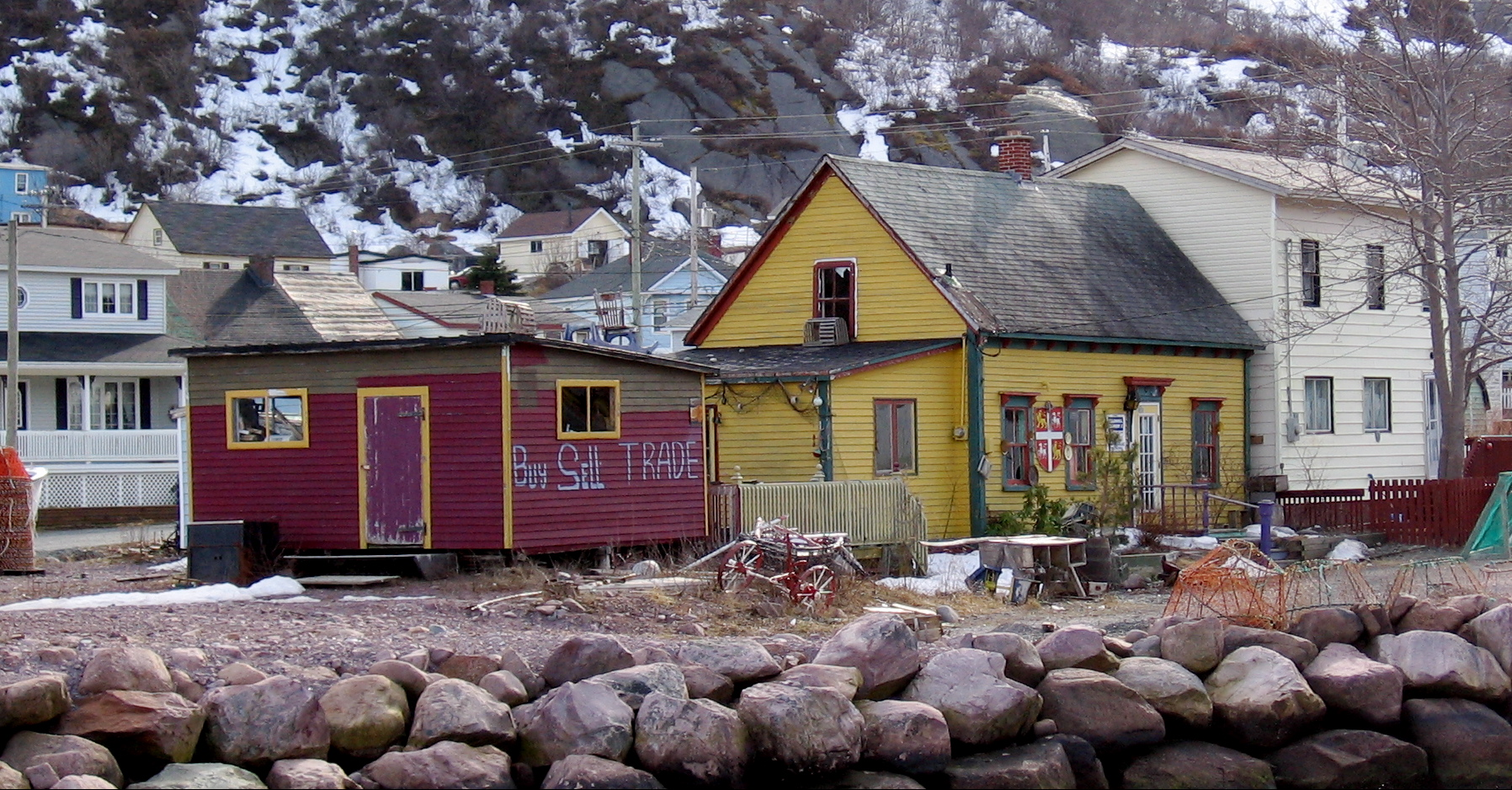
Typische kleurrijke gebouwen in Petty Harbour
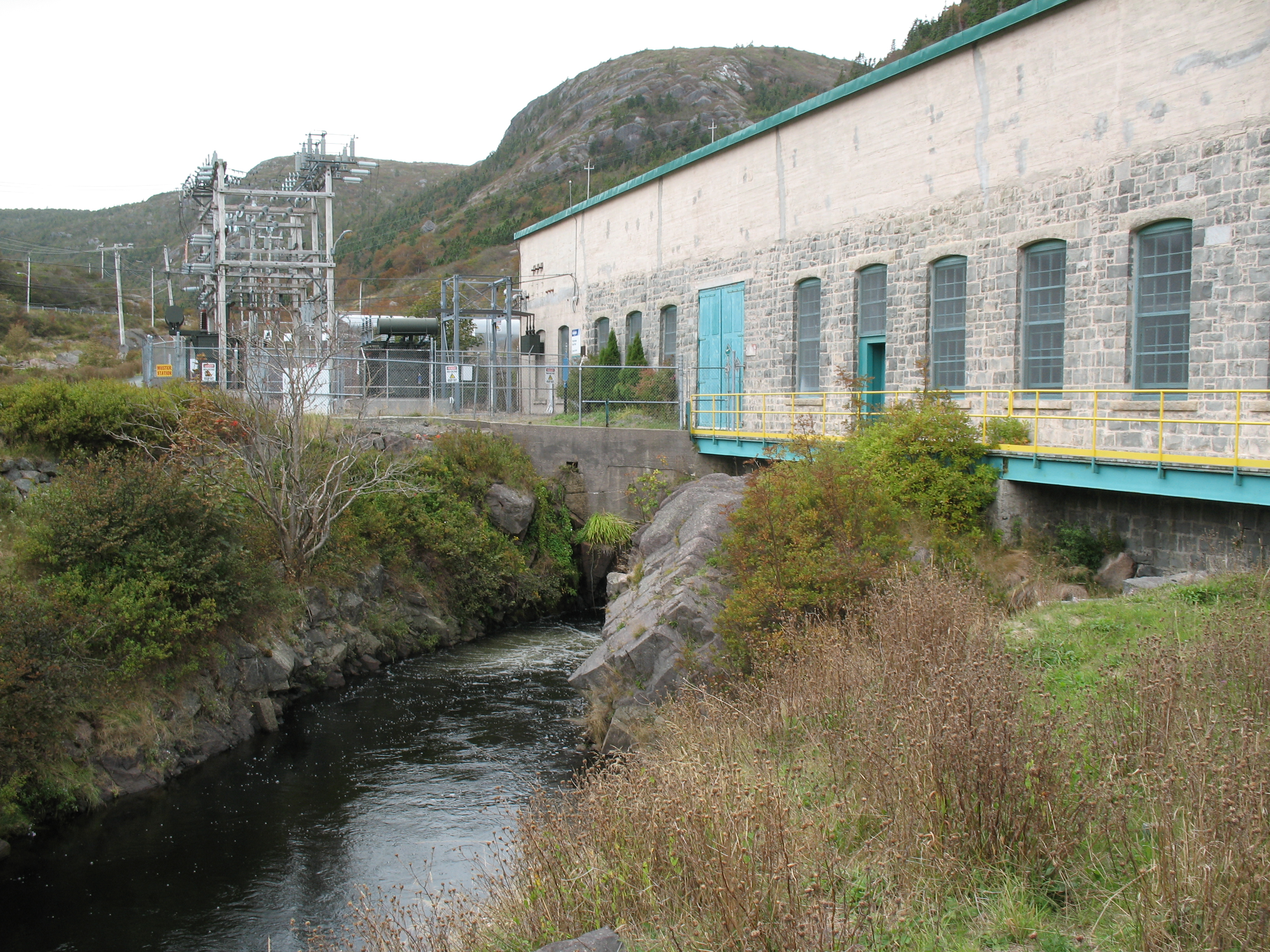
De waterkrachtcentrale van Petty Harbour